# Kanton Montluçon-2
Der Kanton Montluçon-2 ist ein französischer Wahlkreis im Arrondissement Montluçon, im Département Allier und in der Region Auvergne-Rhône-Alpes. Er umfasst die Gemeinde Désertines und den Nordostteil der Stadt Montluçon. Durch die landesweite Neuordnung der französischen Kantone wurde er 2015 neu geschaffen.

## Gemeinden
Der Kanton besteht aus zwei Gemeinden und Gemeindeteilen mit insgesamt 15.200 Einwohnern (Stand: 1. Januar 2022) auf einer Gesamtfläche von 16,02 km²:
| Gemeinde           | Einwohner 1. Januar 2022 | Fläche km² | Dichte Einw./km² | Code INSEE | Postleitzahl |
| ------------------ | ------------------------ | ---------- | ---------------- | ---------- | ------------ |
| Désertines         | 4.323                    | 8,34       | 518              | 03098      | 03630        |
| Montluçon          | 10.877                   | 7,68       | 1.416            | 03185      | 03100        |
| Kanton Montluçon-2 | 15.200                   | 16,02      | 949              | 0310       | –            |

1. ↑   Nur der nordöstliche Teil der Gemeinde, der Rest verteilt sich auf die Kantone Montluçon-1, Montluçon-3 und Montluçon-4.

## Politik
| Vertreter im Départementsrat | Vertreter im Départementsrat             | Vertreter im Départementsrat |
| Amtszeit                     | Namen                                    | Partei                       |
| ---------------------------- | ---------------------------------------- | ---------------------------- |
| 2015–2021                    | Geneviève De Gouveia Christian Sanvoisin | PCF                          |
| 2021–                        | Anne-Cécile Benoit-Gola François Brochet | DVD                          |